# Madhur Mittal
Madhur Mittal (hindi: मधुर मित्तल; Agra, 20 gennaio 1987) è un attore indiano, meglio conosciuto per aver interpretato Salim Malik nel film The Millionaire.

## Biografia e carriera
Madhur Mittal nasce ad Agra, nel nord dell'India, nel 1987, ma vive in un appartamento a Mira Road. Ha frequentato il Jai Hind College e studia teatro all'Università di Bombay. Da giovane appare in film come One 2 Ka 4, Kahin Pyaar Na Ho Jaaye e Say Salaam India - Let's bring the cup home. Inoltre recitò in diverse serie televisive, incluse Shaka Laka Boom Boom, Kasauti Zindagi Ki, Jalwa, Chamatkar e Dastak. Nel 1997, vince Boogie Woogie, un reality show indiano molto conosciuto, basato sul ballo. Poco dopo, la sua famiglia si trasferisce a Bombay, dove Madhur si unisce al Abhinav Vidya Mandir a Bhayander East per la sua istruzione. Intanto, partecipa come attore e ballerino in spettacoli di beneficenza, oltre a prendere parte in eventi culturali e premiazioni di film.
Raggiunge la celebrità interpretando Salim Malik nel film The Millionaire. Per prepararsi alla parte di Salim, dopo essere stato scelto, frequenta alcuni dei gangster di Mira Road. Il regista Danny Boyle gli fece inoltre vedere alcuni pezzi de Il padrino per capire meglio. Mittal ha un incidente che gli costa 12 punti, ma che lo aiuta ad assumere l'aspetto necessario per ottenere la parte. Dovette farsi crescere i capelli, abbronzarsi, perdere qualche chilo e comportarsi come Salim. Nel 2008 viene nominato ai Black Reel Awards per il premio Best Ensemble, mentre nel 2009, insieme all'intero cast di The Millionaire vince il premio come Miglior cast agli Screen Actors Guild Award. Fu anche annunciato che sarebbe stato presente al 66º Golden Globe ed al 15° Screen Actors Guild Awards.

## Premi e candidature
- Screen Actors Guild Award

2009 Vinto Miglior cast per The Millionaire
- Black Reel Awards
- 2008 Nomination Best Ensemble per The Millionaire[6]

## Filmografia

### Cinema
- Kahin Pyaar Na Ho Jaaye, regia di K. Muralimohana Rao (2000)
- One 2 Ka 4, regia di K. Shashilal Nair (2001)
- Say Salaam India - Let's bring the cup home, regia di Subhash Kapoor (2007)
- The Millionaire (Slumdog Millionaire), regia di Danny Boyle (2008)
- Million Dollar Arm, regia di Craig Gillespie (2014)

### Televisione
- Jalwa - non accreditato
- Chamatkar, regia di Rajiv Mehra - film TV (1992) - non accreditato
- Dastak, regia di Rajinder Singh Bedi - film TV (1996) - non accreditato
- Shaka Laka Boom Boom - serie TV (2001 - 2003)
- Kasautii Zindagii Kay - serie TV (2001 - 2008) - non accreditato